# Blue-Eyed Mary
Blue-Eyed Mary  è un film muto del 1918 diretto da Harry Millarde (Harry F. Millarde).

## Trama
La signora Van Twiller Du Bois disereda il figlio che si è sposato con una donna che lei non reputa all'altezza del suo ceto sociale, ma accetta di accogliere in casa Mary, la figlia nata da quel matrimonio. La ragazza, dal canto suo, spera in questo modo di riconciliare la nonna ai suoi genitori. La vecchia signora stila un testamento dove lascia tutta la sua fortuna a un altro nipote, Cecil Harrington, che però è un poco di buono, già ben noto alla polizia. Cecil progetta di derubare l'anziana zia e di fuggire con il malloppo. Trova la cassaforte, la apre e, mentre la sta vuotando, viene sorpreso da Mary entrata nella stanza. Lui non trova di meglio che accusare la ragazza del furto. Ma la polizia, arrivata in quel momento, lo sbugiarda, provando l'innocenza di Mary e la colpevolezza di Cecil. Mentre l'uomo viene tratto in arresto e portato via, la signora Du Bois si riconcilia con la famiglia.

## Produzione
Il film fu prodotto dalla Fox Film Corporation.

## Distribuzione
Distribuito dalla Fox Film Corporation, il film uscì nelle sale cinematografiche USA il 2 giugno 1918. In Francia, fu distribuito con il titolo La Princesse Sourire.